# Тазеабад-е-Джанкаг
Тазеабад-е-Джанкаг (перс. تازه ابادجانكاه) — село в Ірані, у дегестані Хараруд, в Центральному бахші, шагрестані Сіяхкаль остану Ґілян. За даними перепису 2006 року, його населення становило 966 осіб, що проживали у складі 233 сімей.

## Клімат
Середня річна температура становить 14,53°C, середня максимальна – 28,37°C, а середня мінімальна – -0,01°C. Середня річна кількість опадів – 1162 мм.
| Клімат поселення                              | Клімат поселення | Клімат поселення | Клімат поселення | Клімат поселення | Клімат поселення | Клімат поселення | Клімат поселення | Клімат поселення | Клімат поселення | Клімат поселення | Клімат поселення | Клімат поселення | Клімат поселення |
| Показник                                      | Січ.             | Лют.             | Бер.             | Квіт.            | Трав.            | Черв.            | Лип.             | Серп.            | Вер.             | Жовт.            | Лист.            | Груд.            |                  |
| Середній максимум, °C                         | 9,67             | 9,98             | 12,19            | 17,85            | 22,03            | 25,88            | 28,37            | 28,17            | 24,62            | 21,31            | 17,00            | 12,52            |                  |
| Середня температура, °C                       | 4,83             | 5,15             | 7,35             | 13,00            | 17,20            | 21,04            | 24,00            | 23,82            | 20,24            | 16,96            | 12,63            | 8,16             |                  |
| Середній мінімум, °C                          | −0,01            | 0,30             | 2,51             | 8,17             | 12,36            | 16,21            | 19,64            | 19,46            | 15,90            | 12,58            | 8,27             | 3,80             |                  |
| Норма опадів, мм                              | 119              | 98               | 89               | 50               | 46               | 31               | 32               | 59               | 124              | 193              | 171              | 150              |                  |
| Середньомісячна швидкість вітру, м/с          | 2.30             | 2.41             | 2.40             | 2.31             | 2.30             | 2.60             | 2.60             | 2.26             | 2.11             | 2.09             | 2.00             | 2.08             |                  |
| Середньомісячна сонячна радіація, кДж/м²·день | 6992             | 9059             | 11037            | 15579            | 19885            | 21947            | 22380            | 18969            | 15663            | 10906            | 8677             | 6674             |                  |
| --------------------------------------------- | ---------------- | ---------------- | ---------------- | ---------------- | ---------------- | ---------------- | ---------------- | ---------------- | ---------------- | ---------------- | ---------------- | ---------------- | ---------------- |
| Джерело:                                      |                  |                  |                  |                  |                  |                  |                  |                  |                  |                  |                  |                  |                  |